# L'Armée des singes
L'Armée des singes ou Saru no gundan (猿の軍団) est une série télévisée japonaise de 1974.

## Production
Saru no gundan (titre original) est une série japonaise de 26 épisodes de 25 minutes diffusée en 1974. Elle est aussi connue sous les noms américains Ape Corps et Army of the Apes. Elle est présentée en 1987 aux États-Unis sous la forme d'un téléfilm de 97 minutes avec le titre Time of the Apes, Le Temps des singes en France. Il ne s'agit pas d'un pilote mais d'un montage de la série.
Contrairement aux films américains, Saru no Gundan est plus proche du roman de Pierre Boulle : les singes vivent dans une civilisation ressemblant à celle des humains contemporains (télévision, avions, chars d'assauts et armements derniers cri, électricité). Les Gorilles y sont l'espèce pacifiste (les films américains en faisaient les soldats, avides de batailles et violents) tandis que les chimpanzés composent les soldats et sont de nature belliqueuses (alors que dans les films de la Fox, ils sont les pacifistes), ourdissant même un coup d'état contre les autres singes. Enfin, d'autres espèces que les traditionnels gorilles, chimpanzés ou orang-outangs apparaissent à l'écran (comme des mandrills). les rares humains rencontrés sont doués de parole et portent des vêtements normaux.
L'histoire n'a rien à voir avec les films américains : En visite dans un laboratoire, une jeune femme et deux enfants (dont l'un est le neveu d'un scientifique du laboratoire) se retrouvent projetés lors d'éruption volcanique (laquelle provoque un séisme) dans des capsules cryogéniques, se réveillant des siècles plus tard dans le futur. Ils y découvrent que l'espèce humaine a presque entièrement disparue (mais de rares représentants subsistent puisqu'ils vont faire équipe avec l'un d'eux, Gôdo) et que les singes sont la nouvelle espèce dominante ayant conservé le mode de vie des humains et leurs inventions (sans pour autant en créer de nouvelles ou améliorer leurs conditions). Traqués par les soldats chimpanzés et à la recherche d'un moyen de retourner dans le passé, ils doivent survivre mais aussi empêcher les chimpanzés de réaliser un coup d'état leur assurant la suprématie sur les autres singes. Ils sont en cela aidés par un enfant singe et par une mystérieuse soucoupe volante qui leur vient parfois en aide aux moments les plus opportuns.
il s'agit donc plus d'une libre adaptation que d'un remake ou plagiat et plus basé sur la société simiesque des romans que les versions américaines (excepté le dessin animé réalisé par les U.S.A un an après cette série japonaise).

## Distribution
- Reiko Tokunaga	 : Catherine
- Hiroko Saito	 : Caroline
- Masaaki Kaji	 : Johnny
- Hitoshi Ômae	 : Commander (Cabinet Minister Bippu)
- Tetsuya Ushio	 : Gôdo
- Baku Hatakeyama : Police Chief Gebar / Gebâ
- Kazue Takita	 : Pepe
- Noboru Nakaya